# 河野重陽
河野 重陽（かわの ちょうよう）は日本の書家、現代破体書道家。女性。東京都八王子市生まれ。東洋書道芸術学会副会長。全部門師範。評議員。松本書道会主幹。幼少のころから書に囲まれて育つ。破体書に関心を持ち、国内にとどまらず、世界各地の破体展に出品する。

## 学歴
二松学舎大学文学部中国文学科書道専攻卒業。

## 来歴
大学在学中は、祖父・石橋犀水に学ぶ。卒業後は一貫して父・松本筑峯に師事する。
母親は、石橋犀水の長女である女流破体書家・松本子游。
破体書の教育・普及活動を国内外を問わず積極的に展開する。東京都美術館で開催される東洋書芸展大賞を受賞した。中国、韓国、イギリス、ポーランド（トルン）、スロバキア（ブラチスラバ）などの海外展にも出品している。